# Conseil national des droits de l'homme (Côte d'Ivoire)
Le Conseil national des droits de l'homme  (CNDH) est une institution nationale indépendante de promotion, de protection et de défense des droits de l'homme en Côte d'Ivoire. Il est doté de la personnalité juridique et de l'autonomie financière, et exerce ses missions sur l'ensemble du territoire national.

## Historique
le CNDH est institué par la loi nº2018-900 du 30 novembre 2018, en remplacement de l'ancienne Commission nationale des droits de l'homme (CNDHCI), créée en 2005. Cette reforme vise à se conformer aux Principes de Paris adoptés par les Nations Unies pour les institutions nationales des droits de l'homme.

## Missions
Le Conseil a pour principales missions :
- veiller au respect des droits de l'homme sur tout le territoire ivoirien ;
- recevoir les plaintes des citoyens, enquête et formuler des recommandations ;
- conseiller les pouvoirs publics en matière de droits humains ;
- sensibiliser et former les populations et les administrations ;
- rendre des avis sur les projets de loi ou règlements impactant les droits humains[2] ;
- assurer le monitoring des droits humains en période électorale ou de crise.

### Organisation
Le CNDH est dirigé par une présidente, assistée d'un bureau exécutif. Il est composé de membres issus de la société civile, du monde universitaire, du barreau, des autorités religieuses et de syndicats. Ces membres sont appelés Conseillers aux Droits de l'Homme. Le CNDH dispose également de représentations régionales,.

### Fonctionnement
Le Conseil produit des rapports périodiques, notamment un rapport annuel sur la situation des droits humains. Il peut mener des enquêtes indépendantes et être saisi par toute personne ou organisation.

### Reconnaissance internationale
Le CNDH bénéficie du statut A auprès de l'Alliance mondiale des institutions nationales des droits de l'homme (GANHRI), en reconnaissance de sa conformité aux normes internationales.